# Mohamed Aly
Mohamed Aly (n. 19 februarie 1975, Cairo, Egipt) este un boxer ce a reprezentat Egipt, medaliat olimpic. A participat la o ediție a Jocurilor Olimpice (2004) în care a câștigat o medalie de argint.

## Participări
Lista de mai jos prezintă principalele competiții la care a participat Mohamed Aly de-a lungul carierei.
- boxing at the 2004 Summer Olympics – super heavyweight[*]